# Valentin Retailleau
Valentin Retailleau (Limoges, 18 juni 2000) is een Frans wielrenner die anno 2025 rijdt voor TotalEnergies.

## Carrière
Als junior behaalde Retailleau verschillende overwinningen en ereplaatsen in onder andere Frankrijk, België en Nederland. In het begin van 2018 werd hij vijftiende in de juniorenversie van Gent-Wevelgem. In de Ronde van Gironde van dat jaar won hij een etappe en het eindklassement. Later die maand won hij een etappe in de Internationale Juniorendriedaagse en werd hij, achter Alexandre Balmer, tweede in het eindklassement. In het door Remco Evenepoel gewonnen wereldkampioenschap op de weg eindigde Retailleau op plek 41.
In zijn eerste jaar als belofterenner verzamelde Retailleau meerdere ereplaatsen in het Franse amateurcircuit en werd hij onder meer vijfde op het nationale beloftenkampioenschap op de weg. Twee jaar later won hij de nationale titel door in een sprint met drie af te rekenen met Mathis Le Berre en Antoine Devanne. Later datzelfde jaar mocht hij stagelopen bij AG2R-Citroën, waarvoor hij deelnam aan onder meer de Ronde van Duitsland. In de Ronde van Bretagne, waaraan hij deelnam namens de beloftenploeg van AG2R, won hij de openingsetappe. Na de derde etappe moest Retailleau de leiderstrui, die hij aan zijn overwinning had overgehouden, afstaan Thibault Ferasse. In het algemeen klassement eindigde Retailleau op de derde plaats, op zes seconden van winnaar Jean-Louis Le Ny. In zijn laatste jaar als beloften won Retailleau het jongerenklassement in de Ronde van Loir-et-Cher en een etappe in de Alpes Isère Tour. In de wegwedstrijd op de Middellandse Zeespelen werd hij derde, achter landgenoten Paul Penhoët en Ewen Costiou.
Per 1 augustus 2022 maakte Retailleau de overstap naar het profteam van AG2R-Citroën. Zijn officiële debuut maakte hij een dag later in de Ronde van Burgos. Tijdens de vierde etappe ging hij vroeg in de aanval. In de oplopende sprint om de overwinning in Clunia was enkel Matevž Govekar sneller.

## Overwinningen
2018
2e etappe Ronde van de Portes du Pays d'Othe (ploegentijdrit)
2e etappe Ronde van Gironde
Eindklassement Ronde van Gironde
4e etappe Internationale Juniorendriedaagse
2e etappe deel A Aubel-Thimister-Stavelot (ploegentijdrit)
3e etappe Ronde des Vallées
4e etappe GP Rüebliland
Bergklassement GP Rüebliland
2021
 Frans kampioen op de weg, Beloften
1e etappe Ronde van Bretagne
Jongerenklassement Ronde van Bretagne
2022
Jongerenklassement Ronde van Loir-et-Cher
4e etappe Alpes Isère Tour
 Wegwedstrijd op de Middellandse Zeespelen
2024
3e etappe Boucles de la Mayenne

## Resultaten in voornaamste wedstrijden
|      | \| Jaar \| Gent-Wevelgem \| Amstel Gold Race \| Luik-Bast.‑Luik \| Waalse Pijl \| \| ---- \| ------------- \| ---------------- \| --------------- \| ----------- \| \| 2023 \| opgave \| opgave \| \| \| \| 2024 \| \| 119e \| \| opgave \| \| 2025 \| \| opgave \| 120e \| \| |                  |                 |             |
| Jaar | Gent-Wevelgem | Amstel Gold Race | Luik-Bast.‑Luik | Waalse Pijl |
| 2023 | opgave | opgave           |                 |             |
| 2024 | | 119e             |                 | opgave      |
| 2025 | | opgave           | 120e            |             |

## Ploegen
- 2021 –  AG2R-Citroën (stagiair vanaf 1 augustus)
- 2021 –  AG2R-Citroën (vanaf 1 augustus)
- 2023 –  AG2R-Citroën
- 2024 –  Decathlon AG2R La Mondiale
- 2025 –  TotalEnergies

Bidard · Bouchard · Calmejane · Champoussin · Cherel · Cosnefroy · Dewulf · Duval · Franktot en met 20 juni · Gallopin · Gastauer · Godon · Gougeard · Hänninen ·  Jullien · Jungels · L. Naesen · O. Naesen · O'Connor · Paret-Peintre · Peters · Prodhomme · Sarreau · Schär · Touzé · Van Avermaet · Van Hoecke · Vendrame · Venturini · Warbasse · Delphis (stagiair) · Lapeira (stagiair) · Retailleau (stagiair)
Berthet · Bouchard · Calmejane · Champoussin · Cherel · Cosnefroy · Dewulf · Gall · Godon · Hänninen ·  Jullien · Jungels · Lapeira · L. Naesen · O. Naesen · O'Connor · A. Paret-Peintre · V. Paret-Peintre · Peters · Prodhomme · Raugel · Retailleau (vanaf 1/8) · Sarreau · Schär · Touzé · Van Avermaet · Van Hoecke · Vendrame · Venturini · Warbasse · Delphis (stagiair) · Gautherat (stagiair) · Tronchon (stagiair)
Baudin · Berthet · Bonnamour · Bouchard · Cherel · Cosnefroy · Dewulf · Gall · Gautherat · Godon · Hänninen · Labrosse (Vanaf 1/8) ·  Lapeira · L. Naesen · O. Naesen · O'Connor · A. Paret-Peintre · V. Paret-Peintre · Peters · Prodhomme · Raugel · Retailleau · Sarreau · Schär · Touzé · Tronchon · Van Avermaet · Vendrame · Venturini · Warbasse · Chaussinand (stagiair) · Veistroffer (stagiair) · Verschuren (stagiair)
Armirail · Baudin · Bennett · Berthet · Boasson Hagen · Bonnamour (tot 25/3) · Bouchard · Cosnefroy · De Bondt · De Pestel · Dewulf · Gall · Gautherat · Godon · Hänninen · Labrosse · Lafay ·  Lapeira · Naesen · O'Connor · A. Paret-Peintre · V. Paret-Peintre · Peters · Pollefliet · Prodhomme · Retailleau · Touzé · Tronchon · Vendrame · Warbasse